# Trattato sul diritto
Il Trattato sul diritto è la più importante opera di filosofia del diritto composta da San Tommaso d'Aquino. Il suo contenuto fu raccolto nelle domande da 90 a 108 della Prima Secundæ ("Prima [Parte] della Seconda [Parte]") della Summa theologiae. Insieme all'aristotelismo, forma la base giuridica del diritto canonico della Chiesa cattolica.

## Nozione di diritto di Tommaso d'Aquino
Tommaso d'Aquino definisce una legge come "un ordinamento della ragione per il bene comune, fatta da colui che ha cura della comunità, e promulgata".
Il diritto è L'ordine della ragione promulgata dall'autorità competente per il bene comune o fondata sulla ragione e non solo sulla volontà del legislatore. È per il bene comune perché il fine o telos del diritto è il bene della comunità che unisce, e non solo il bene del legislatore o di un gruppo di interesse speciale. È fatta dall'autorità propria che ha "cura della comunità", e non arbitrariamente imposta da estranei. È promulgato affinché la legge possa essere conosciuta.
Tommaso afferma:
(Summa Theologiae, Trattato sul diritto Q90, Articolo 4 Paragrafo F)
A rigor di termini, questa è una definizione della legge umana. Il termine "legge" come usato da Tommaso d'Aquino non è univoco, nel senso che il significato primario di legge è "diritto umano", ma altri concetti analoghi sono espressi con lo stesso termine.

## Tipi di diritto
Il Trattato sul Diritto si occupa del punto di vista di Tommaso d'Aquino sull'aspetto etico oggettivo del processo decisionale umano. Tommaso d'Aquino presenta una domanda che poi inserisce in un articolo sollevando le proprie domande specifiche. Le prime tre domande sono suddivise in quattro argomenti: qual è l'essenza della legge, gli effetti della legge e la legge eterna.
La prima domanda, la n. 90, del Trattato di Tommaso d'Aquino sul diritto è: qual è l'essenza del diritto? Nella prima domanda scompone la domanda in quattro articoli. Il primo articolo è: "La legge appartiene alla ragione?" Tommaso d'Aquino crede che la ragione sia la prima cosa su cui agisce l'uomo. . "E la fonte in ogni genere di cose è la misura e la regola di quel genere di cose...e quindi concludiamo che la legge appartiene alla ragione." (90.1) La seconda è: "La legge è sempre ordinata per il bene comune?" Non possiamo trovare il bene comune senza la ragione; ci guida alla felicità comune attraverso la legge. Felicità per tutta la comunità. Il terzo articolo è: "La ragione di qualsiasi persona è competente per fare la legge?" E l'ultimo articolo è: "La promulgazione è una componente essenziale del diritto?" La promulgazione è importante affinché la legge possa avere forza.
La domanda n. 91 chiede: quali sono i diversi tipi di legge? Tommaso d'Aquino stabilisce quattro tipi di leggi: legge eterna, legge naturale, legge umana e legge divina. La legge eterna è "la provvidenza di Dio che governa il mondo... la sua ragione governa evidentemente l'intera comunità nell'universo". (91.1) Tommaso d'Aquino crede che la legge eterna sia opera di Dio. La legge naturale è la partecipazione alla legge eterna da parte delle creature razionali. La legge naturale ci permette di decidere tra il bene e il male. Poi abbiamo la legge umana: particolari applicazioni del diritto risultanti dalla ragione. "Il diritto umano è originariamente scaturito dalla natura". (91.3) L'ultima è la legge divina che è importante perché «appartenente a qualsiasi legge che sia diretta al bene comune come al suo fine». (91.4) Queste leggi vanno tutte insieme e, per comprenderle individualmente, deve essere chiarita la loro relazione reciproca.
La domanda 92 riguarda gli effetti sulle leggi. Il primo articolo chiede: è l'effetto della legge quello di rendere buoni gli esseri umani? Tommaso d'Aquino sente che affinché la legge renda buone le persone, la legge necessita di guidare le persone alla loro giusta virtù. “Perciò, poiché la virtù rende buoni coloro che la possiedono, l'effetto proprio della legge è di conseguenza di rendere buono il suo soggetto, o assolutamente o in qualche modo”. (92.1) Il secondo articolo di 92 è: "Dobbiamo designare adeguatamente gli atti legali?" Questo articolo si concentra su ciò in cui consistono gli atti legali designati: vale a dire, "comandare, vietare, consentire e punire". (92.2) Tommaso d'Aquino crede che alcuni atti umani siano buoni e altri cattivi.

### Diritto naturale
La legge naturale o la legge di natura si riferisce a proprietà normative che sono inerenti alla natura umana e universalmente conoscibili attraverso la ragione umana. Storicamente, la legge naturale si riferisce all'uso della ragione per analizzare la natura umana sia sociale che personale, al fine di dedurre regole vincolanti di comportamento morale. La legge di natura, essendo determinata da quest'ultima, è universale.

### Legge eterna
La domanda 93 si concentra sull'Eterno nel suo insieme. Tommaso d'Aquino si chiede se la legge eterna sia il piano supremo in Dio? Tommaso d'Aquino discute se la legge eterna sia o meno un piano di dio. Dice che «Dio ha creato ogni cosa con la sua propria natura. Perciò la legge eterna non è la stessa cosa del piano divino». (93.1) Agostino contraddice questa idea affermando che "la legge eterna è il piano supremo a cui dobbiamo sempre obbedire". (93.1) Tommaso d'Aquino ritiene che la legge eterna «è semplicemente il piano della sapienza divina che dirige tutte le azioni e i movimenti delle cose create». (93.1) Dice che Dio è al di sopra di tutto, che crea tutto nell'universo. Gli esseri umani partecipano alla legge eterna in due modi: mediante l'azione e la conoscenza. "I virtuosi sono completamente soggetti alla legge eterna, poiché agiscono sempre secondo essa". (93.6) Tommaso ritiene che le persone veridiche sono quelle che agiscono in accordo con la legge eterna.

### Diritto umano
Per Tommaso d'Aquino, la legge umana è valida solo se è conforme alla legge naturale. Se una legge è ingiusta, allora non è effettivamente una legge, bensì una "perversione della legge".

## Contenuto

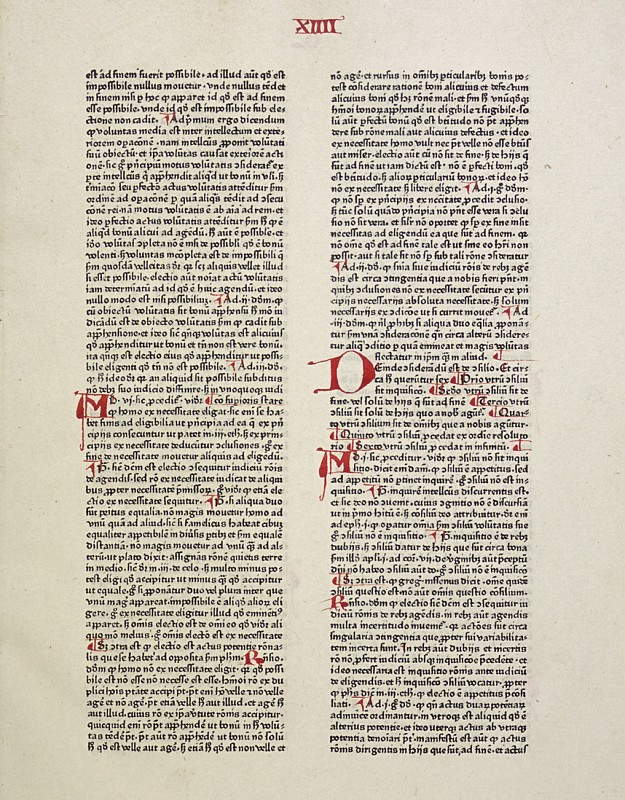
Summa theologica, Pars secunda, prima pars. (copia di Peter Schöffer, 1471)

Il Trattato sul Diritto (nell'ambito della Summa Theologiae) si articola in Articoli (o temi generali) e Questioni (o argomenti specifici). Le Domande sostengono ciascuna una singola tesi e la difendono dalle obiezioni. La suddivisione è la seguente:
- 1. IN GENERALE
  - D. 90: Dell'essenza del diritto (razionalità, fine, causa e promulgazione del diritto)
  - D. 91: Dei vari tipi di leggi (leggi eterne, naturali, umane, divine, peccaminose)
  - D. 92: Degli effetti della legge
- 2. IN PARTICOLARE
  - D. 93: Della Legge Eterna
  - D. 94: Della Legge Naturale
  - D. 95: Del diritto umano
  - D. 96: Del potere della legge umana
  - D. 97: Del cambiamento di leggi
  - D. 98: Della Legge Antica
  - D. 99: Dei Precetti della Legge Antica
  - D. 100: Dei precetti morali della Legge Antica
  - D. 101: Dei precetti cerimoniali in sé
  - D. 102: Delle Cause dei Precetti Cerimoniali
  - D. 103: Della Durata dei Precetti Cerimoniali
  - D. 104: Dei Precetti Giudiziari
  - D. 105: Della Ragione dei Precetti Giudiziari
  - D. 106: Della Legge del Vangelo, detta Legge Nuova, considerata in se stessa
  - D. 107: Della nuova legge rispetto all'antica
  - D. 108: Di quelle cose che sono contenute nella nuova legge

## Eredità
William S. Brewbacker III lo ha definito "forse il più famoso dei testi giuridici metafisici", mentre Robert M. Hutchins lo ha dichiarato "il più grande di tutti i libri di filosofia del diritto".